# Nicolas VI d'Alexandrie
Nicolas VI (né en février 1915 à Constantinople et mort le 9 juillet 1986 à Moscou) fut pape et patriarche orthodoxe d'Alexandrie et de toute l'Afrique du 10 mai 1968 au 9 juillet 1986.